# Permský kraj
Permský kraj (rusky Пермский край) je kraj na východě evropské části Ruské federace. Kraj vznikl 1. prosince 2005 na základě výsledku referenda konaného roku 2004 sloučením Permské oblasti a Komi-Permjackého autonomního okruhu. Jeho administrativním centrem je město Perm.

## Historie
3. října 1938 vznikla Permská oblast.
7. prosince 2003 proběhlo referendum, na jehož základě byl 25. března 2004 (sloučením Permské oblasti a Komi-Permjackého autonomního okruhu) vytvořen federálním zákonem Permský kraj, s účinností od 1. prosince 2005.

## Krajské symboly

### Vlajka
Vlajka Permského kraje je tvořena listem o poměru stran 2:3 rozděleným bílým křížem na čtyři stejná pole (nahoře červené a modré, dole modré a červené). Šířka ramen kříže odpovídá 1/4 šířky (tj. 1/6 délky) listu. Uprostřed kříže je znak Permského kraje, jehož výška odpovídá 2/5 šířky vlajky.

## Ekonomika
Důležitými odvětvími průmyslu je těžba kamenného uhlí, ropy, zemního plynu a solí. Nachází se zde také průmysl strojírenský, elektrotechnický, chemický, hnojiv, petrochemický, dřevozpracující, papírenský, hutnický a polygrafický. Pěstují se zde obilniny, brambory a zelenina. Významný je chov skotu.
V povodí Kamy se zde nacházejí Votkinská, Kamská a Širokovská vodní elektrárna s přehradními nádržemi. Významná je lodní doprava po řece Kamě a jejích přítocích.